# Ranger (logiciel)
Pour les articles homonymes, voir ranger.
ranger est un gestionnaire de fichiers libre en console.

## Fonctionnalités
- Support de l'UTF-8
- Navigation grâce un affichage multicolonne de type colonnes de Miller
- Prévisualisation du contenu des fichiers et des répertoires
- Onglets
- Marque-page
- Opérations de base sur les fichiers (copier, couper, coller, supprimer, créer, renommer, modifier les droits…)
- Raccourcis de type vi
- Support de la souris
- Renommage par lots de fichiers utilisant les expressions régulières
- Association automatique et configurable d'une action selon le type de fichier à ouvrir

## Conception
ranger est écrit en Python et l'interface utilise la bibliothèque ncurses. L'affichage en trois colonnes de type colonnes de Miller distingue ranger des gestionnaires de fichiers antérieurs de type Midnight Commander et facilite la navigation à travers l'arborescence du système de fichiers. Le contenu du répertoire actif s'affiche dans la colonne centrale, alors que le contenu du répertoire parent s'affiche dans la colonne de gauche. Dans la colonne de droite s'affiche la prévisualisation de l'élément sélectionné dans le répertoire actif : liste des fichiers pour un répertoire, texte pour un fichier texte, métadonnées pour un fichier multimédia.

## Réception
Le gestionnaire de fichiers ranger est assez populaire parmi les utilisateurs d'interfaces en console, notamment lorsqu'il s'agit de naviguer dans le système de fichiers d'une machine à distance. 
Le système de prévisualisation de l'arborescence a néanmoins pour conséquence une certaine lenteur, particulièrement si l'arborescence contient des montages à distance de type NFS ou SSHFS.
Les auteurs de gestionnaires aux fonctionnalités proches écrits dans des langages réputés plus véloces que Python soulignent la vitesse de leur logiciel par rapport à ranger,.

### Influence
- lf, gestionnaire de fichiers écrit en Go à l'interface inspirée de ranger
- hunter, gestionnaire de fichiers écrit en Rust
- ranger.el, extension de dired, le gestionnaire de fichiers de GNU Emacs